# Queue (anatomie)
Pour les articles homonymes, voir Queue.
 (septembre 2008).
Si vous disposez d'ouvrages ou d'articles de référence ou si vous connaissez des sites web de qualité traitant du thème abordé ici, merci de compléter l'article en donnant les références utiles à sa vérifiabilité et en les liant à la section « Notes et références ».

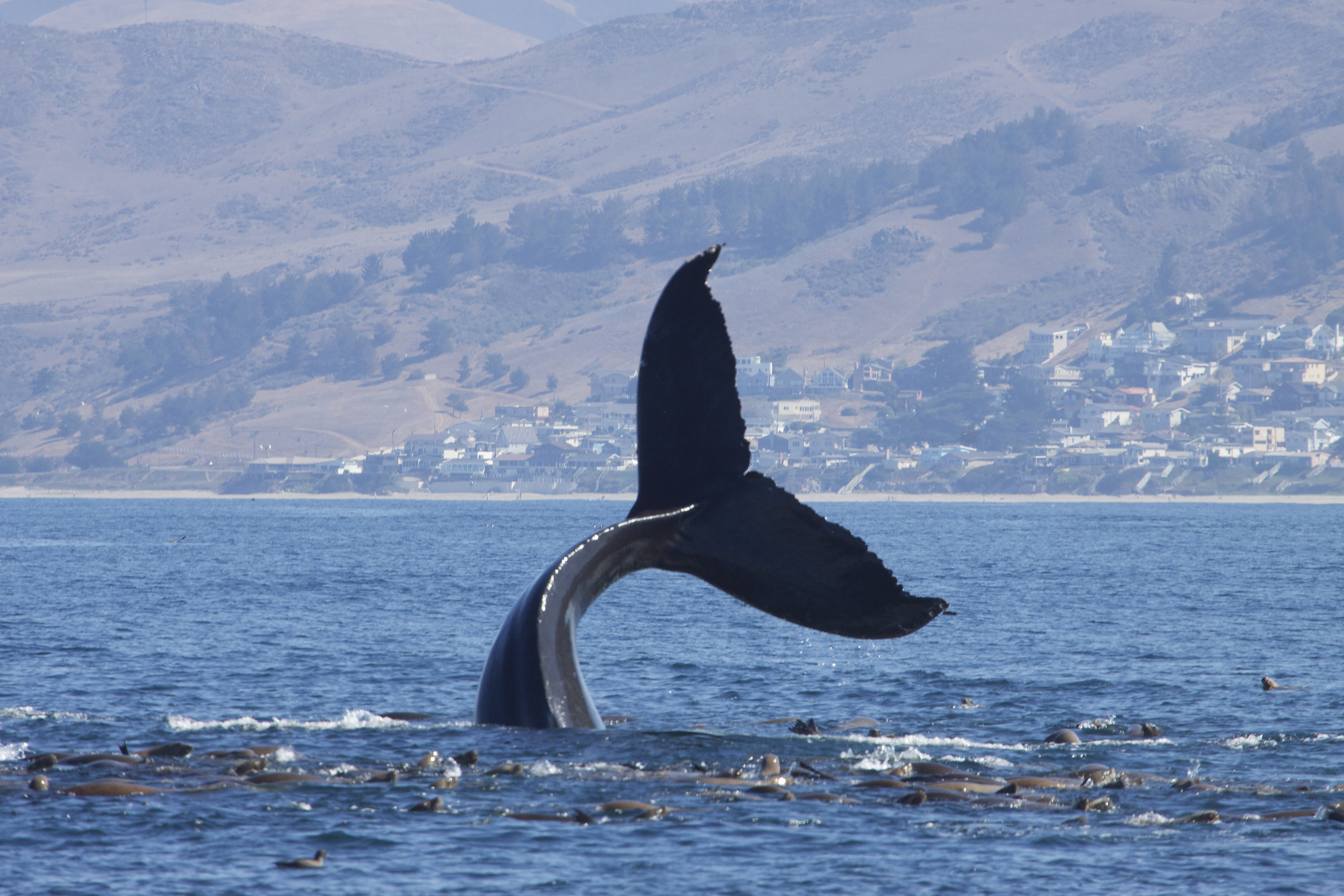
Queue d'une Baleine à bosse, ou nageoire caudale.

La queue, appelée aussi appendice caudal, est un appendice que possèdent la plupart des vertébrés. Elle s'involue et persiste sous la forme d'un reliquat chez les hominoïdes (dont l'Homme), des amphibiens anoures et gymnophiones et quelques poissons (poisson-lune).
Anatomiquement parlant, la queue est le prolongement de la colonne vertébrale et correspond à l'ensemble des vertèbres caudales libres situées après le bassin. Elle est située au dessus de l'anus et après lui dans le plan vertébral. La perte de la queue (devenue le Coccys) dans la lignée évolutive des humains et des grands singes résulte d'une mutation génétique spécifique du gène TBXT, survenue il y a environ 20 à 25 millions d'années chez un ancêtre commun. Elle pourrait avoir contribué à l'évolution de la marche vers la bipédie, mais avec un coût évolutif : un risque accru de malformations du tube neural et de certaines vertèbres (spina bifida).
Par analogie, on emploie ce terme pour désigner chez les invertébrés divers appendices postérieurs.

## Anatomie

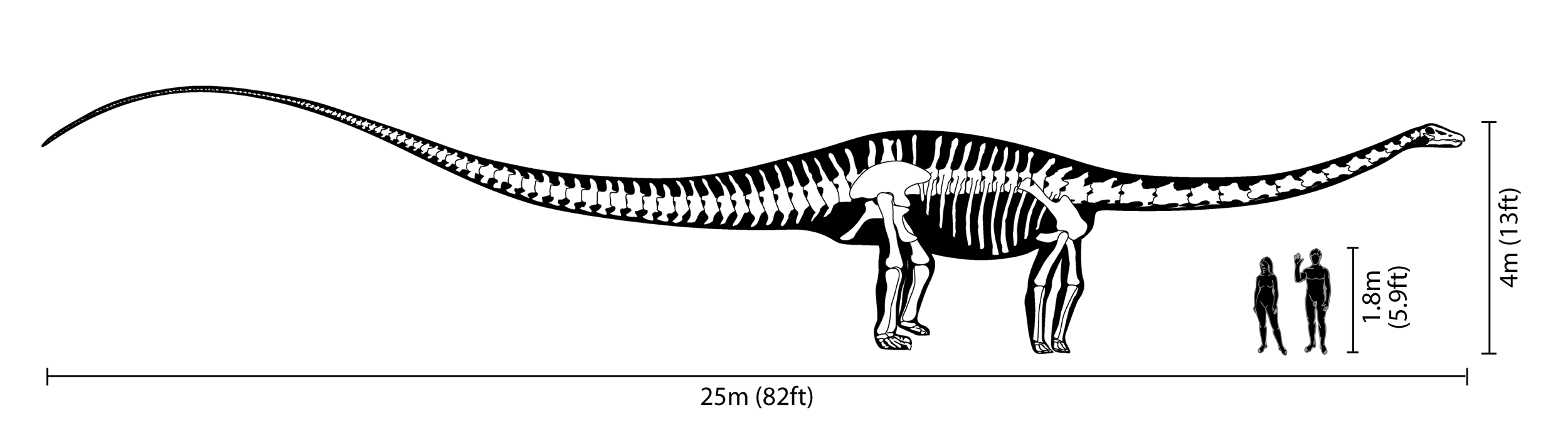
Schéma du squelette d'un Diplodocus, en comparaison avec la taille d'un être humain actuel.

La queue est le prolongement de la colonne vertébrale, et est généralement composée de vertèbres plus ou moins mobiles et parfois soudées entre elles. Le record dans le monde animal actuel est détenu par le pangolin et le Tégu commun qui ont 50 vertèbres caudales, mais un reptile préhistorique comme le Diplodocus avait une queue encore plus longue, composée d'environ 80 vertèbres caudales. 

### Chez les vertébrés
La queue chez les tétrapodes (amphibiens, reptiles, oiseaux et mammifères) correspond à la régionalisation du squelette axial. Chez les poissons et les tétrapodes marins, la queue intervient dans la propulsion aquatique. Avec la sortie des eaux, la queue garde une fonction dans la locomotion (cas des oiseaux) et en acquiert de nouvelles (communication, préhension, équilibre, défense).

#### Oiseaux

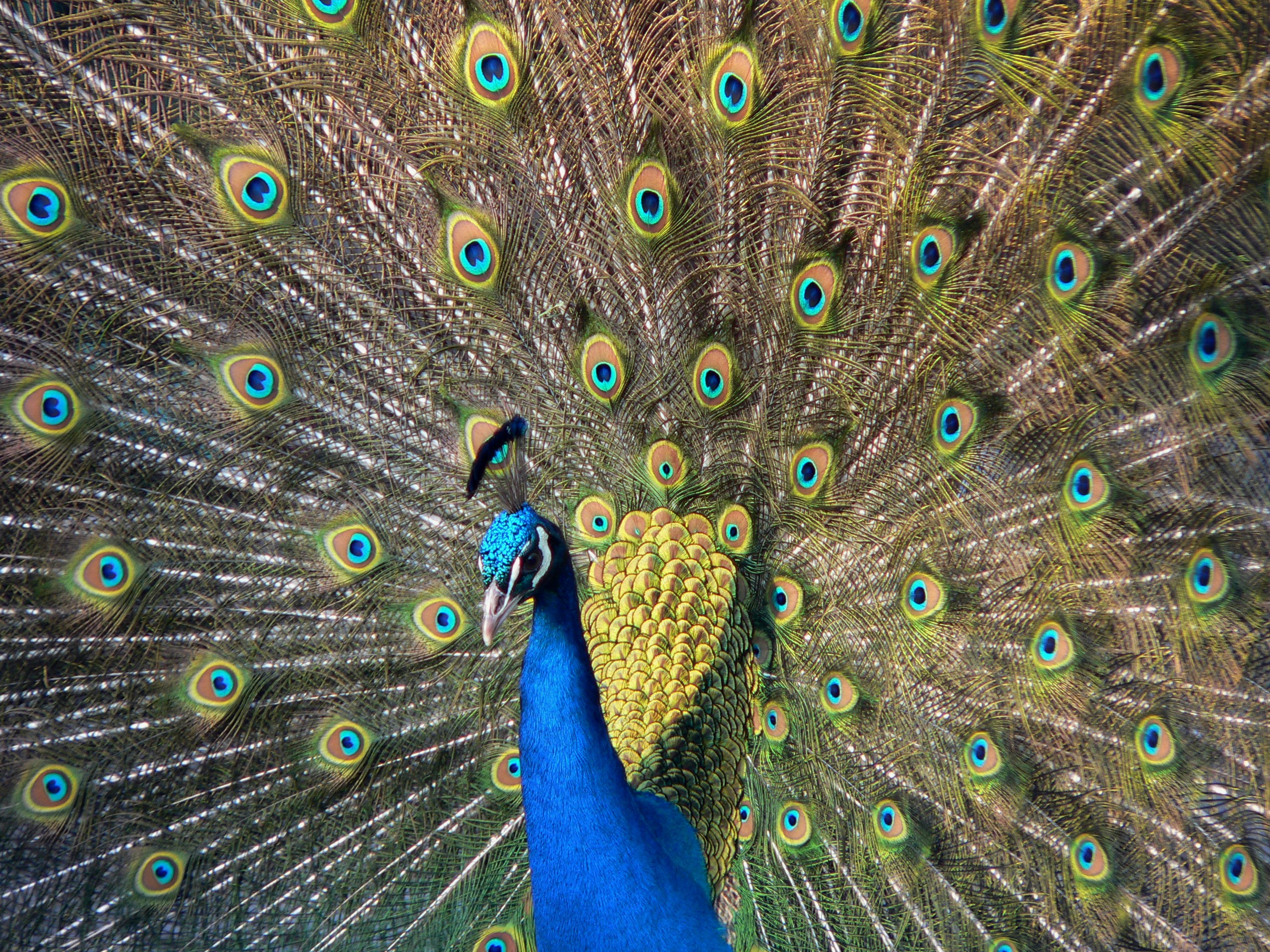
La traîne d'un paon est constituée de plumes sus-caudales tandis que les vraies plumes caudales sont plus courtes et servent à maintenir la roue déployée.

On parle fréquemment de « queue » chez les oiseaux pour désigner l'ensemble des plumes du postérieur de ces animaux appelées rectrices. Ces plumes sont en général mobiles et aident aux manœuvres de vol. Anatomiquement parlant, les oiseaux ont une queue très raccourcie comprenant quatre vertèbres caudales libres et les trois ou quatre dernières vertèbres soudées en un seul os, le pygostyle.

#### Reptiles
La queue des reptiles est généralement bien développée, et a plusieurs usages selon l'espèce. Chez les crocodiliens, elle sert principalement d'organe de propulsion dans l'eau, et est aplatie verticalement. Les iguanes et les varans l'utilisent pour se défendre (à la manière d'un fouet), mais aussi pour grimper et nager. Elle peut également servir de balancier pour garder l'équilibre durant la course ou les sauts, ainsi que de réserve de graisse. Certains reptiles ont la capacité de perdre une partie de leur queue volontairement, phénomène appelé autotomie.
Du point de vue morphologique, la queue conique des serpents est peu distincte du tronc mais peut se repérer car elle est située après la fente cloacale. Du point de vue anatomique, la colonne vertébrale est constituée de vertèbres troncales auxquelles sont attachées une paire de côtes. Ces côtes sont absentes ou limitées aux premières vertèbres caudales.

#### Amphibiens
La présence ou l'absence de queue est un caractère de diagnose pour distinguer les deux principaux ordres modernes d'amphibiens : les anoures (littéralement « sans queue » : grenouilles et crapauds), les urodèles (littéralement « à queue visible » : tritons et salamandres).

#### Mammifères

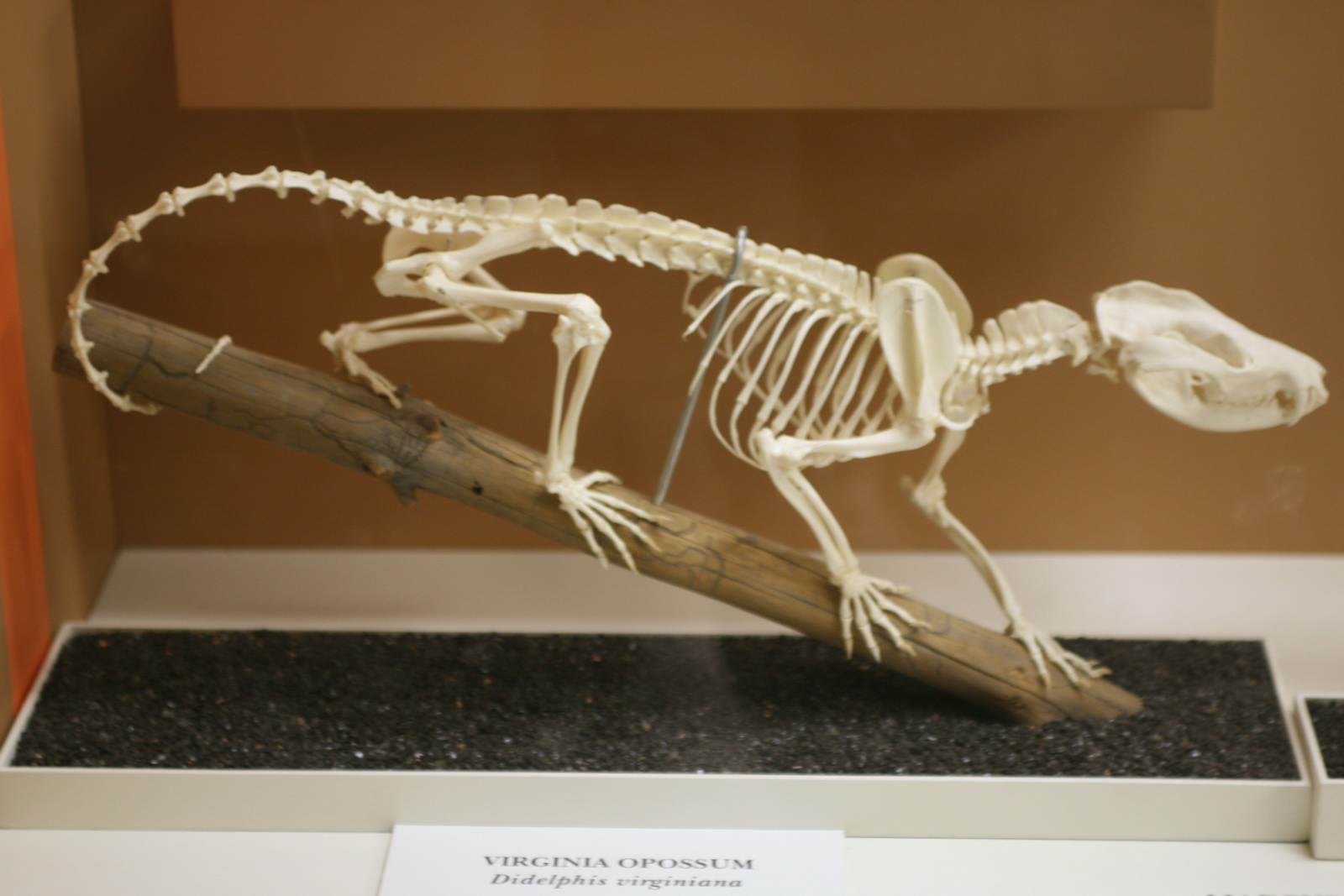
Queue préhensile chez un squelette de Sarigue de Virginie (Didelphis virginiana).

Au cours de l'évolution, la queue des mammifères, plus ou moins longue et flexible selon l'espèce a acquis des fonctions différentes, de préhension (chez certains singes), équilibre et d'aide au saut (kangourou), de nageoire (chez les mammifères marins) et de « chasse-mouche » (notamment pour les animaux vivant dans les savanes et les zones humides qui doivent de jour comme de nuit supporter les attaques de moustiques (vecteurs de parasites) de mouches tsé-tsé, de mouches parasites, etc.). 

Cette dernière fonction est importante pour les grands herbivores (girafes, les zèbres, les vaches, etc.) qui doivent passer de longues heures aux mêmes endroits pour se nourrir et ne peuvent donc pas fuir les nuages d'insectes qui parfois les attaquent. Les chercheurs en biomécanique ont récemment montré que la queue est un déflecteur et une arme efficaces. Des vidéos ont par exemple permis de montrer que pour 6 espèces de mammifères les queues se déplacent différemment dès l'arrivée d'insectes, trois fois plus vite que s'il s'agissait d'un pendule gravitationnel. La pointe de la queue peut dans ce cas s'orienter et acquérir une vitesse différente du reste de la queue.
La perte de la queue chez les grands primates est l'une des modifications anatomiques les plus remarquables survenues au cours de l'évolution des lignées menant aux humains et aux grands singes, dits « anthropomorphes ». Elle résulte d'une mutation génétique, qu'on estime survenue il y a environ 20 à 25 millions d'années chez un ancêtre commun aux humains et aux grands singes,, et qui pourrait être l'un facteur ayant contribué à l'émergence de la bipédie. Le mécanisme génétique précis ayant facilité l'évolution de la perte de la queue est resté longtemps inconnu, mais une étude publiée (2024) suggère qu'une insertion individuelle d'une séquence Alu (c'est-à-dire une courte séquence d'ADN répétée, spécifique aux primates, transposable, c'est-à-dire capable de se déplacer et de s'insérer à divers endroits du génome) pourrait chez un ancêtre hominoïde avoir joué un rôle déterminant dans cette évolution, en affectant spécifiquement le gène TBXT (aussi appelé Brachyury, un gène crucial pour la formation de la chorde, la structure embryonnaire de la colonne vertébrale et de l'axe corporel chez les vertébrés). L'élément Alu inséré dans un intron du gène TBXT s'apparie avec un élément Alu ancestral voisin orienté en sens inverse, ce qui induit un épissage alternatif (spécifique aux hominoïdes). Ce processus a altèré la manière dont l'ARN messager du gène TBXT est traité, conduisant à une forme tronquée de la protéine, qui perturbe ses interactions avec les voies de signalisation moléculaire, telles que la voie Wnt, qui régulent la prolifération cellulaire et la formation des structures vertébrales. On a étudié l'effet de cet épissage sur le modèle murin (souris) modifiées pour produire les isoformes complètes et tronquées de Tbxt, mimant ainsi le schéma d'expression de l'orthologue humain TBXT. Les souris exprimant ces deux isoformes ont montré une absence complète de queue ou une queue raccourcie, en fonction de l'abondance relative des isoformes exprimées dans le bourgeon caudal embryonnaire. Ceci montre que l'ARNm épissé alternativement suffit à induire un phénotype de « perte de queue ». Chez la souris, cette perte a eu un coût adaptatif, avec l'apparition de malformations plus fréquente du tube neural (observée dans une naissance sur 1 000 chez l'humain, avec le spina bifida) ; et chez l'humain, des mutations de TBXT sont aussi liées à des malformations où les vertèbres ne se referment pas complètement.

##### Queue humaine
Les embryons humains possèdent une queue apparaissant entre la quatrième et la sixième semaine de gestation, et qui fait environ un sixième de leur taille. Pendant le développement de l'embryon en fœtus, la queue se résorbe dans le corps en croissance. Ce développement d'une queue est en fait chez l'homme une structure vestigiale. Dans des cas assez rares un enfant naît porteur d'une « queue molle », qui ne contient aucune vertèbre, mais seulement des vaisseaux sanguins, des muscles, et des nerfs, bien qu'un très petit nombre de cas documentés fassent état de queues contenant du cartilage ou jusqu'à cinq vertèbres. Les techniques modernes permettent aux médecins d'éliminer cette queue à la naissance. La plus longue queue humaine attestée a appartenu à un garçon de douze ans qui vivait dans l'ancienne Indochine française ; elle mesurait 22,9 cm. Un nommé Chandre Oram,, né en Inde, est célèbre pour sa queue qui faisait 33 cm, mais on pense qu'il ne s'agissait pas d'une vraie queue mais d'un cas de spina bifida.
Les humains possèdent un os caudal – le coccyx – fixé au bassin, là où d'autres mammifères ont une queue. Cet os caudal est constitué de vertèbres soudées, quatre habituellement, à l'extrémité de la colonne vertébrale. Il ne dépasse pas à l'extérieur, mais a une fonction anatomique : c'est un point d'attache pour des muscles comme le gluteus maximus.
|                                                                  |
| Queue de l'embryon humain à la sixième semaine du développement. |

| Page d'aide sur l'homonymie                                                                          |
| Contrairement à la « vraie queue », la « pseudo-queue » est une protrusion de la région lombo-sacrée |

### Chez les invertébrés

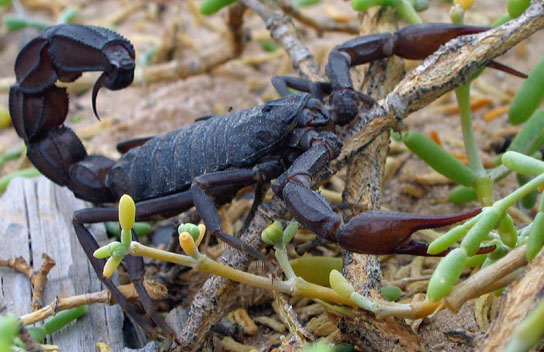
La « queue » du scorpion, appendice articulé sans vertèbres, est un moyen de défense.

Le terme queue désigne également l'appendice de certains arthropodes, comme les scorpions ou les crevettes. Bien qu'ils aient une apparence caudale, ces appendices ne sont pas de véritables queues car ils n'ont pas de vertèbres caudales.
Les prolongements filiformes au bas de chacune des ailes postérieures des imagos des lépidoptères, c'est-à-dire des papillons, de la famille des Papilionidae sont appelés, d'une manière impropre, « queues ».

## Fonctionnalités

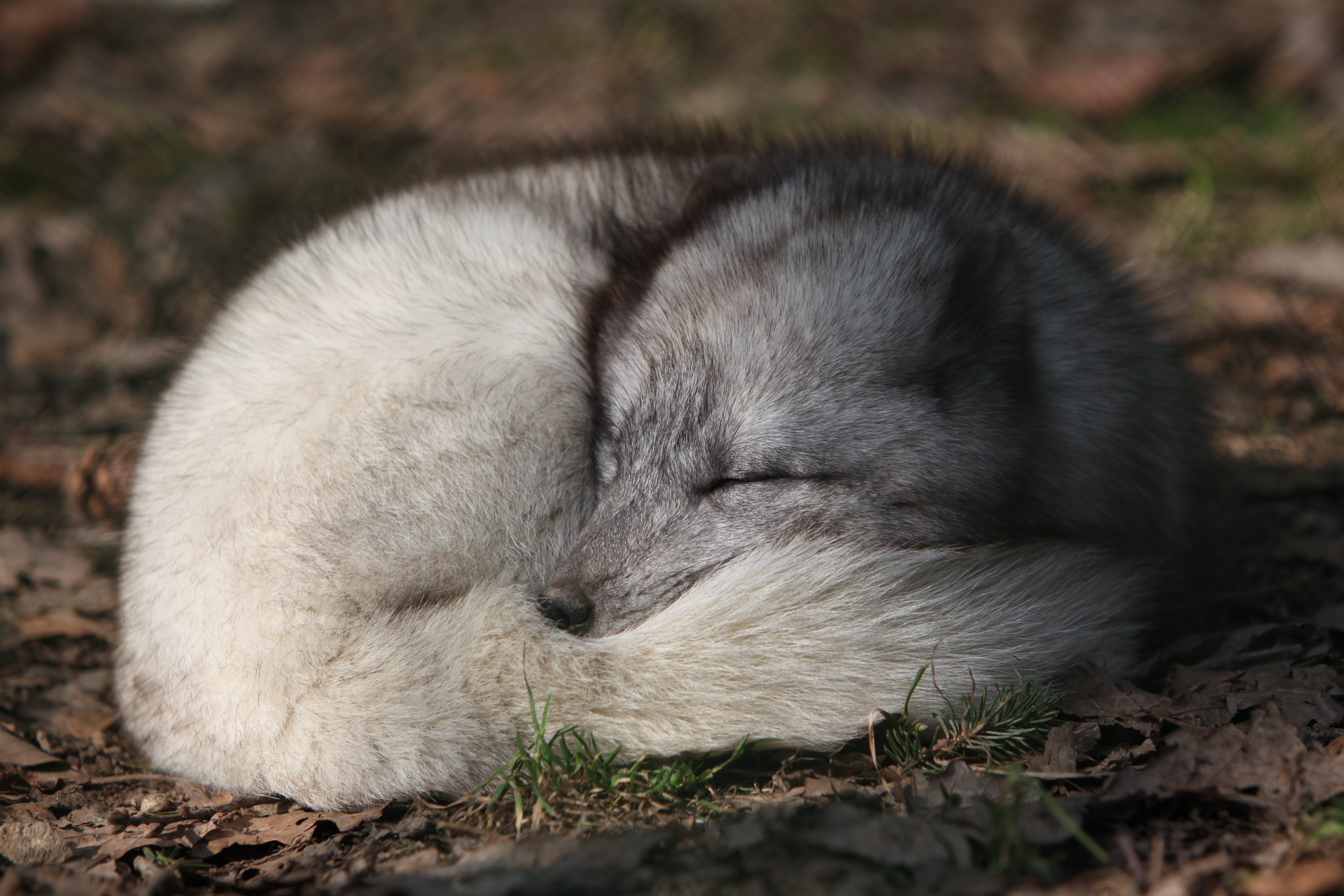
L' Alopex lagopus (renard arctique) dort enroulé dans sa queue comme dans une couverture pour se protéger du froid.

La plupart des vertébrés possèdent une queue plus ou moins développée. Malgré tout, certains n'en possèdent qu'à l'état embryonnaire, comme l'homme, le gorille, le capybara ou encore certains mammifères marins.
La taille, la mobilité et la force de la queue varient selon les espèces.
Chez certaines espèces, la queue est préhensile et permet de s'accrocher aux branches pour aider aux déplacements (chez certains singes et certains geckos). Chez d'autres espèces, la queue participe à l'équilibre du corps (les félins et les kangourous par exemple) ou à la motricité (chez les crocodiles, la queue aide à la nage). La queue peut aussi servir de réserve de graisse pour survivre dans des milieux arides, comme dans le cas du Mouton à queue grasse. 
Chez certains reptiles (en particulier les lézards), la queue peut être séparée du corps volontairement (autotomie) comme mécanisme de défense. Des muscles spécialisés permettent de séparer les vertèbres selon des lignes de découpe prédéterminées. La queue continue d'être agitée de spasmes, occupant le prédateur pendant que le reptile prend la fuite. La queue peut en général repousser, mais cette capacité peut être partielle ou limitée.
Chez d'autres animaux et plus particulièrement chez les oiseaux, elle est un ornement de séduction sexuel comme chez le paon et chez d'autres espèces un simple caractère sexuel secondaire comme chez les tortues marines.
Chez certains animaux comme les poissons et les mammifères marins, elle est appelée nageoire caudale (ou palette pour les mammifères) et leur permet de se propulser dans l'eau.